# 方济各会教堂 (萨尔茨堡)
方济各会教堂（德語：Franziskanerkirche）是奥地利萨尔茨堡最古老的教堂之一，位于老城内方济各巷（Franziskanergasse）与Sigmund-Haffner-Gasse巷路口，方济各会 Friary对面。该堂始建于8世纪。1408-1450年，哥特式唱经楼改建为罗马式。1468-1498年间增加了宏伟的哥特式钟楼。1635年以前，该堂为堂区教堂，供奉圣母。1642年归属方济各会。在18世纪，Johann Bernhard Fischer von Erlach 按照巴洛克风格重新设计了该堂内部。

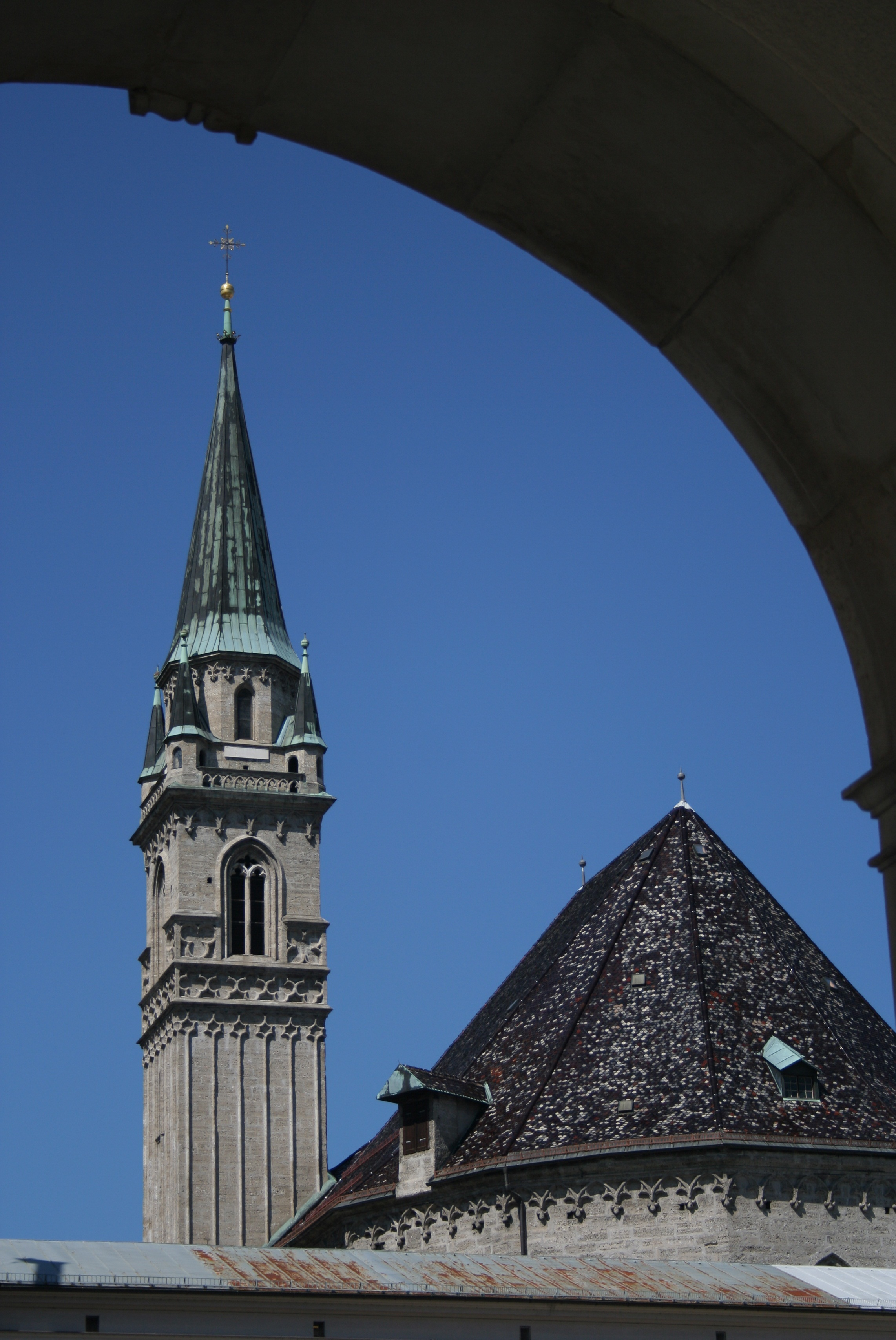
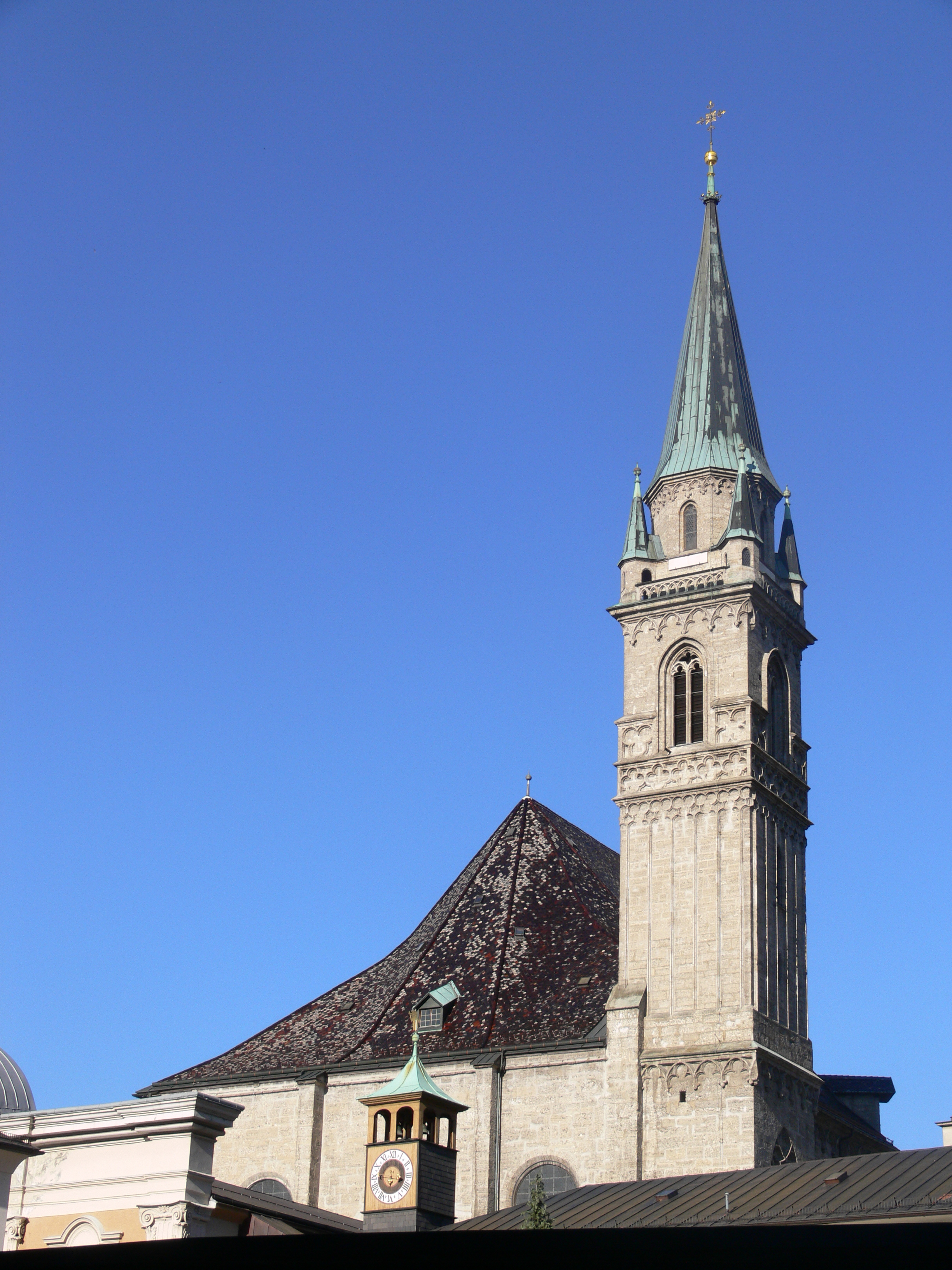
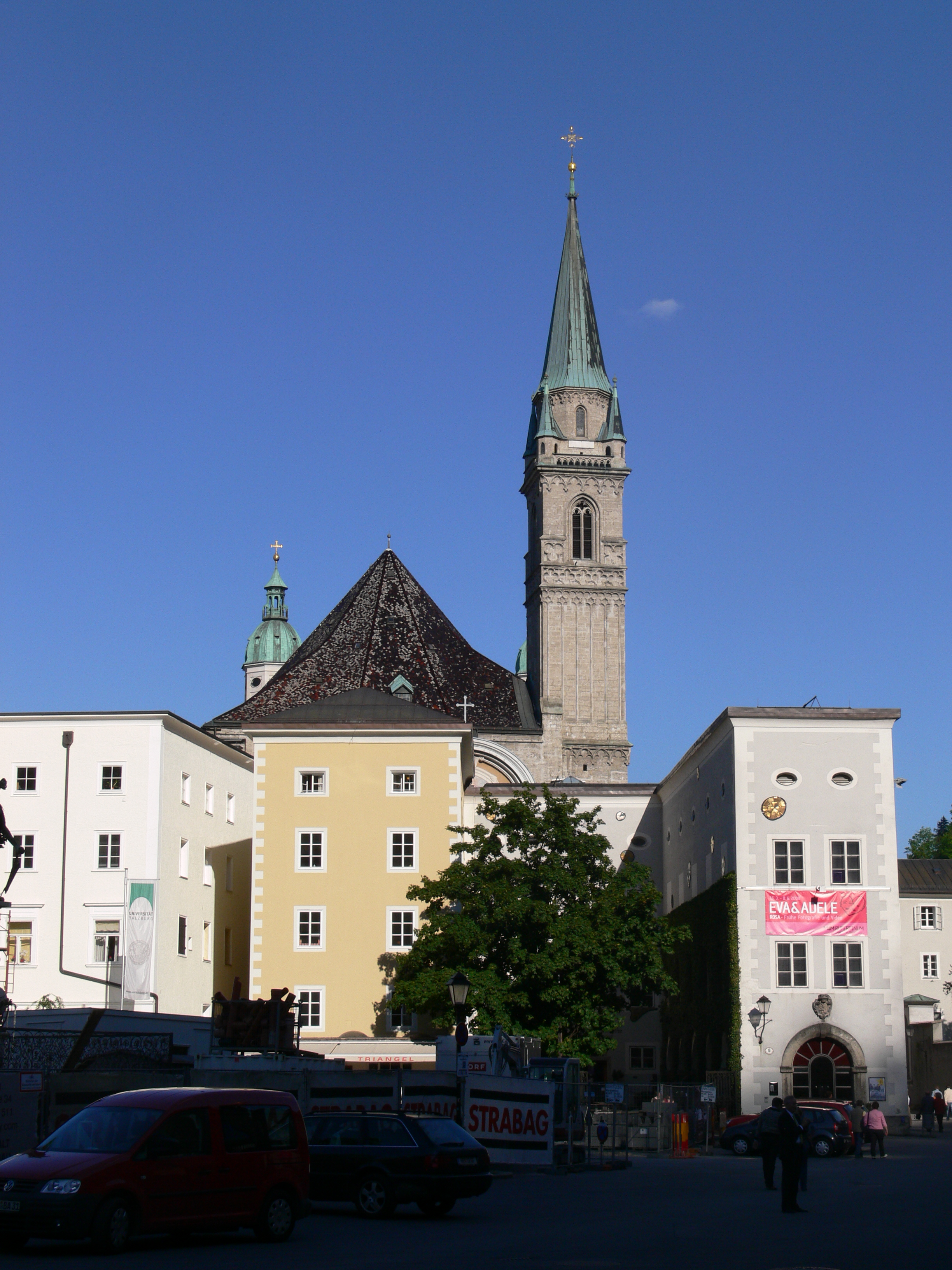
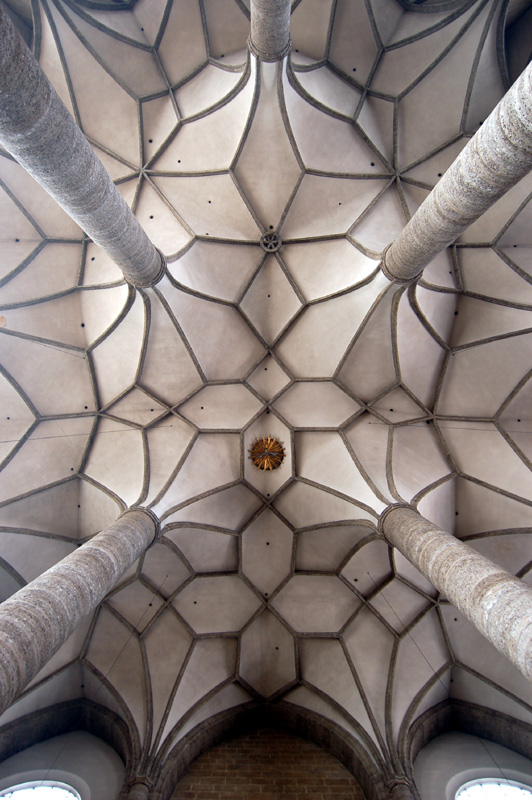
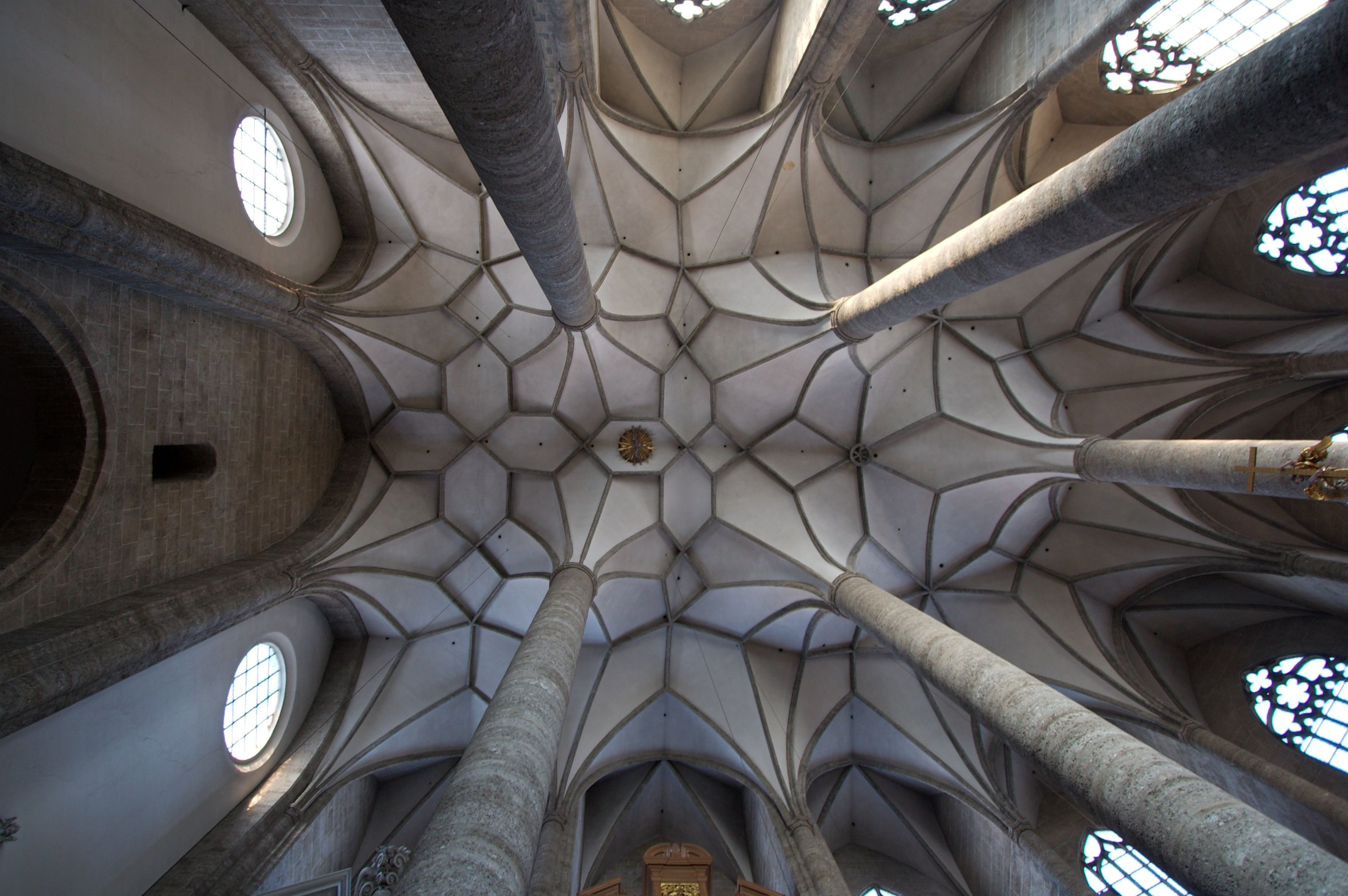
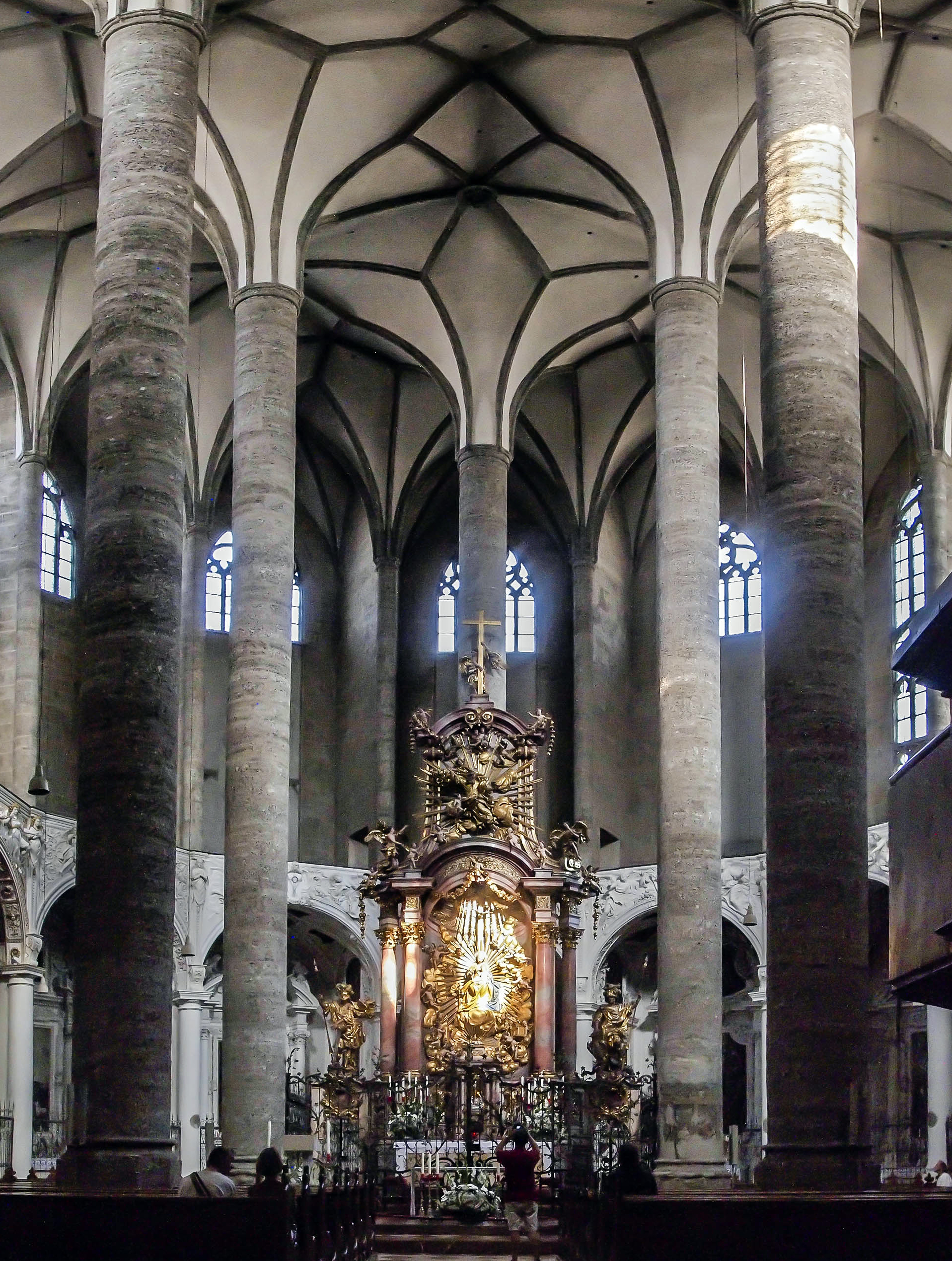
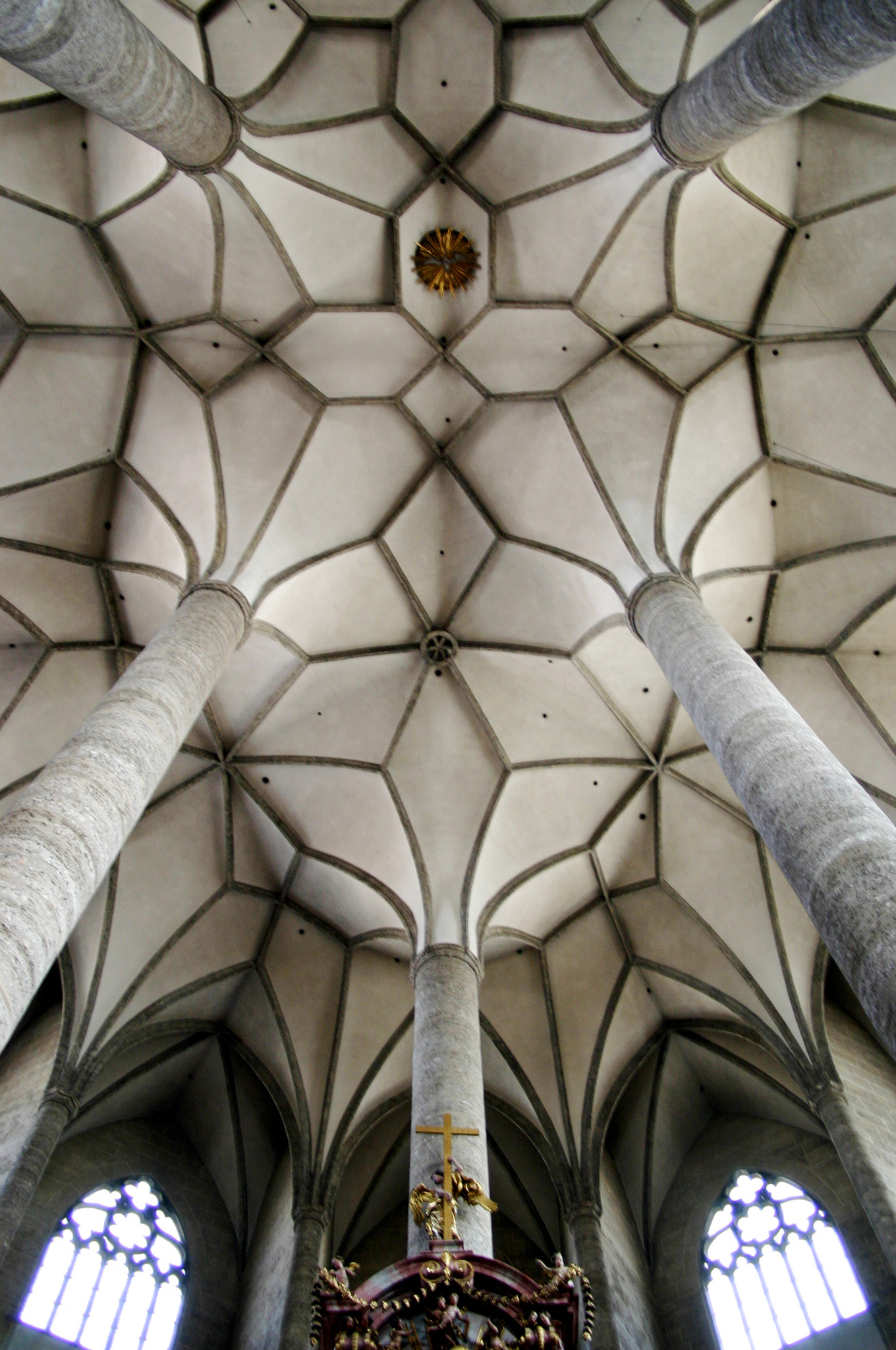
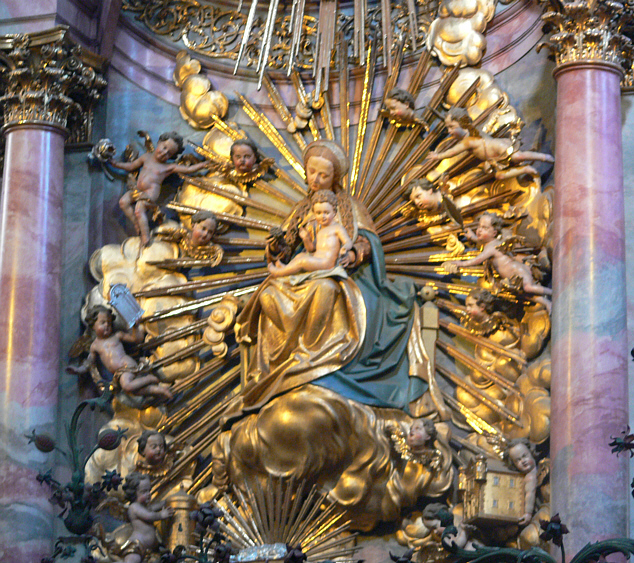
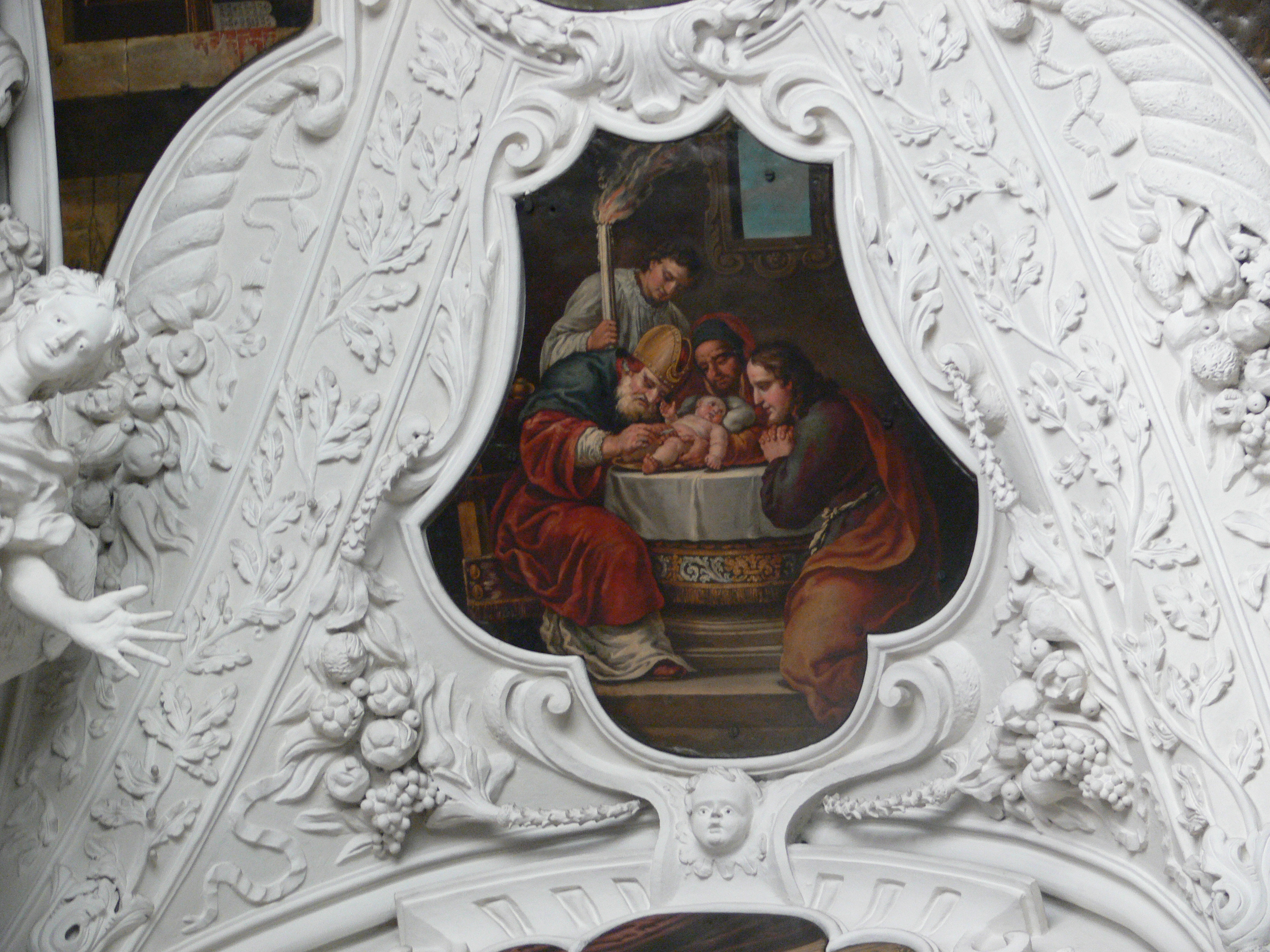